# Tvärträsket (Jokkmokks socken, Lappland, 737945-169046)
Tvärträsket är en sjö i Jokkmokks kommun i Lappland och ingår i Luleälvens huvudavrinningsområde. Sjön har en area på 0,129 kvadratkilometer och ligger 285,4 meter över havet. Tvärträsket ligger i Görjeån Natura 2000-område.

## Delavrinningsområde
Tvärträsket ingår i det delavrinningsområde (737964-168910) som SMHI kallar för Utloppet av Tvärträsket. Medelhöjden är 326 meter över havet och ytan är 3,42 kvadratkilometer. Det finns inga avrinningsområden uppströms utan avrinningsområdet är högsta punkten. Vattendraget som avvattnar avrinningsområdet har biflödesordning 3, vilket innebär att vattnet flödar genom totalt 3 vattendrag innan det når havet efter 165 kilometer. Avrinningsområdet består mestadels av skog (88 procent). Avrinningsområdet har 0,13 kvadratkilometer vattenytor vilket ger det en sjöprocent på 3,7 procent.